# 2010年亞洲運動會軟式網球比賽
2010年亞洲運動會軟式網球比賽於11月13日至19日在天河网球学校舉行，共產生7枚金牌。

## 獎牌統計
| 排名 | 国家／地区      | 金牌 | 银牌 | 铜牌 | 總數 |
| ---- | --------------- | ---- | ---- | ---- | ---- |
| 1    | 韩国（KOR）     | 2    | 4    | 4    | 10   |
| 2    | 中华台北（TPE） | 2    | 2    | 3    | 7    |
| 3    | 日本（JPN）     | 2    | 1    | 4    | 7    |
| 4    | 中国（CHN）     | 1    | 0    | 3    | 4    |
| 總計 | 總計            | 7    | 7    | 14   | 28   |

## 各項成績
| 項目             | 金牌                                                             | 银牌                                                               | 铜牌 |
| 男子團體（詳細） | 中华台北（TPE） · 楊勝發 · 李佳鴻 · 郭家瑋 · 劉家綸 · 林鼎鈞     | 日本（JPN） · 高川經生 · 小林幸司 · 筱原秀典 · 中本圭哉 · 中堀成生 | 韩国（KOR） · 池龍民 · 金泰正 · 李耀韓 · 李淵 · 裴渙星 中国（CHN） · 柴進 · 陳明棟 · 焦暘 · 李翔 · 史博   |
| 男子單打（詳細） | 李耀韓（韩国）                                                   | 裴渙星（韩国）                                                     | 楊勝發（中华台北） 中本圭哉（日本）                                                                       |
| 男子雙打（詳細） | 中华台北（TPE） · 楊勝發 · 李佳鴻                                | 韩国（KOR） · 金泰正 · 裴涣星                                      | 日本（JPN） · 小林幸司 · 筱原秀典 日本（JPN） · 高川经生 · 中堀成生                                       |
| 女子團體（詳細） | 日本（JPN） · 大庭彩加 · 森原可奈 · 杉本瞳 · 上原繪裏 · 佐佐木舞 | 中华台北（TPE） · 鄭竹玲 · 韓佳玲 · 張文馨 · 江婉綺 · 朱芸萱       | 韩国（KOR） · 金愛敬 · 金暻蓮 · 樸順貞 · 權蘭熙 · 朱玉 中国（CHN） · 高彤 · 郝潔 · 邱思思 · 辛雅妮 · 趙蕾 |
| 女子單打（詳細） | 趙蕾（中国）                                                     | 金愛敬（韩国）                                                     | 江婉绮（中华台北） 金暻蓮（韩国）                                                                         |
| 女子雙打（詳細） | 日本（JPN） · 杉本瞳 · 上原繪裏                                  | 韩国（KOR） · 金愛敬 · 朱玉                                        | 日本（JPN） · 大庭彩加 · 佐佐木舞 中国（CHN） · 辛雅妮 · 趙蕾                                             |
| 混合雙打（詳細） | 韩国（KOR） · 池龍民 · 金暻蓮                                    | 中华台北（TPE） · 李佳鴻 · 鄭竹玲                                  | 中华台北（TPE） · 劉家綸 · 韓佳玲 韩国（KOR） · 金泰正 · 金愛敬                                           |